# Florisuga mellivora
Florisuga mellivora là một loài chim trong họ Chim ruồi.

## Hình ảnh

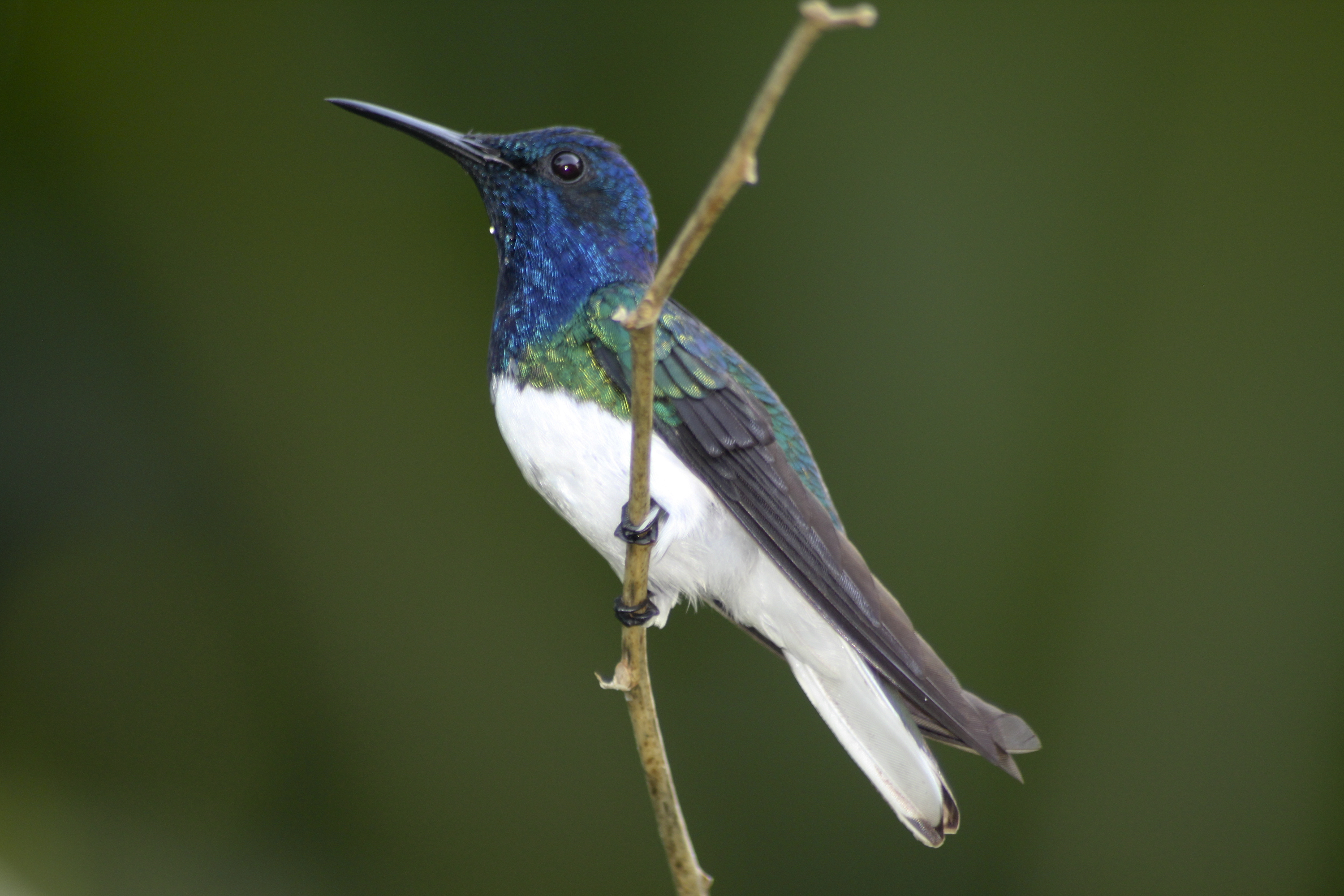
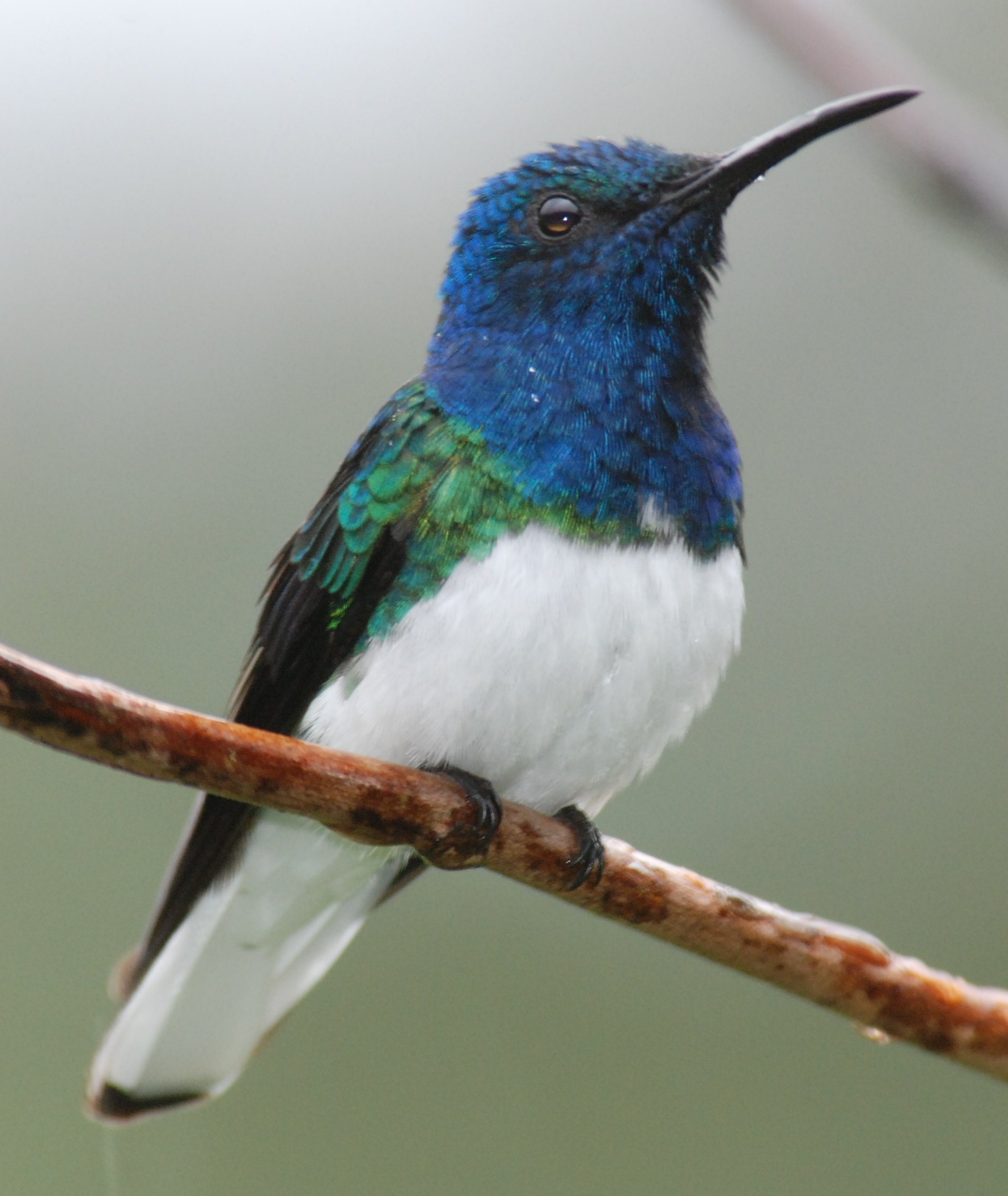
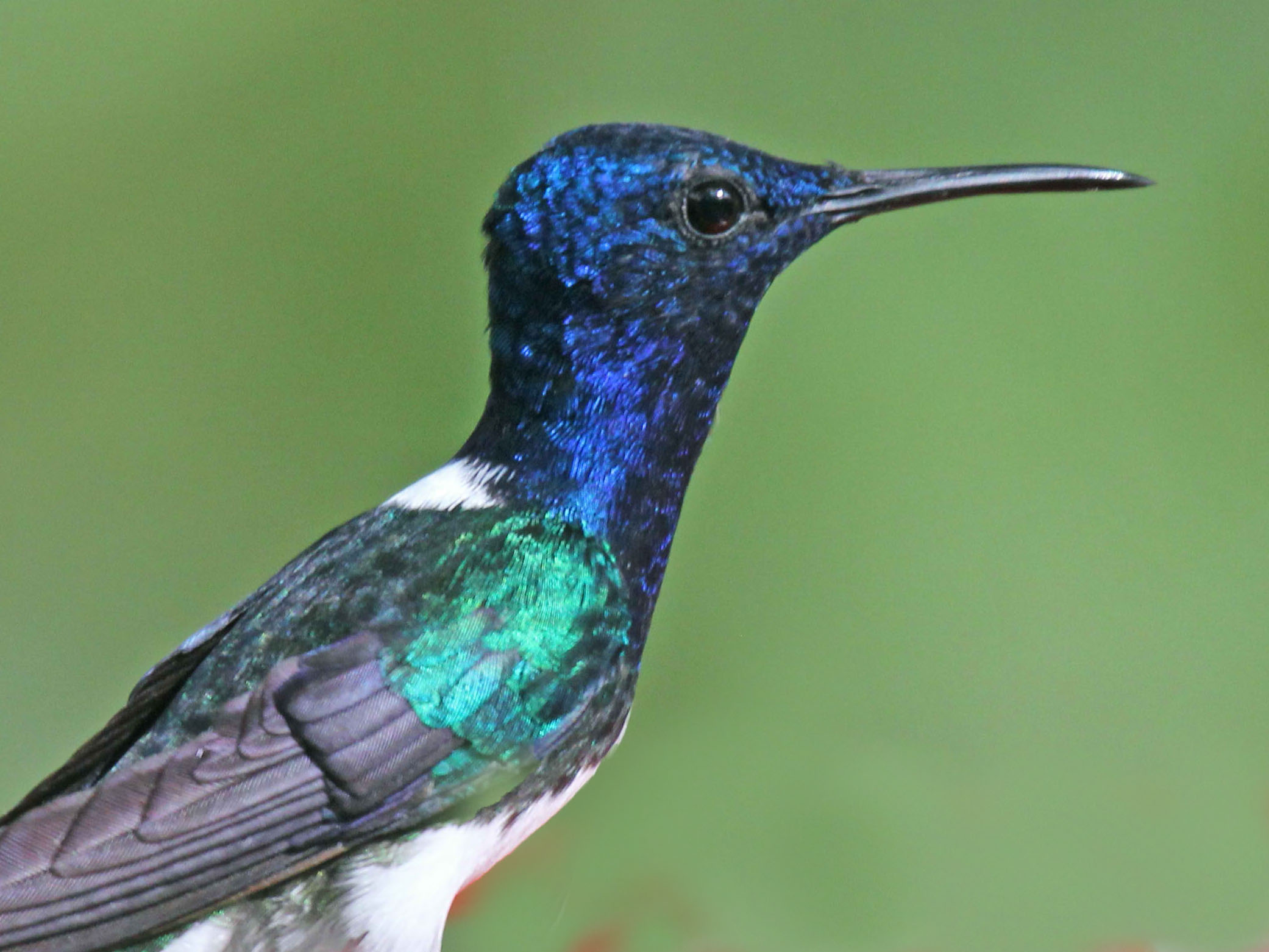
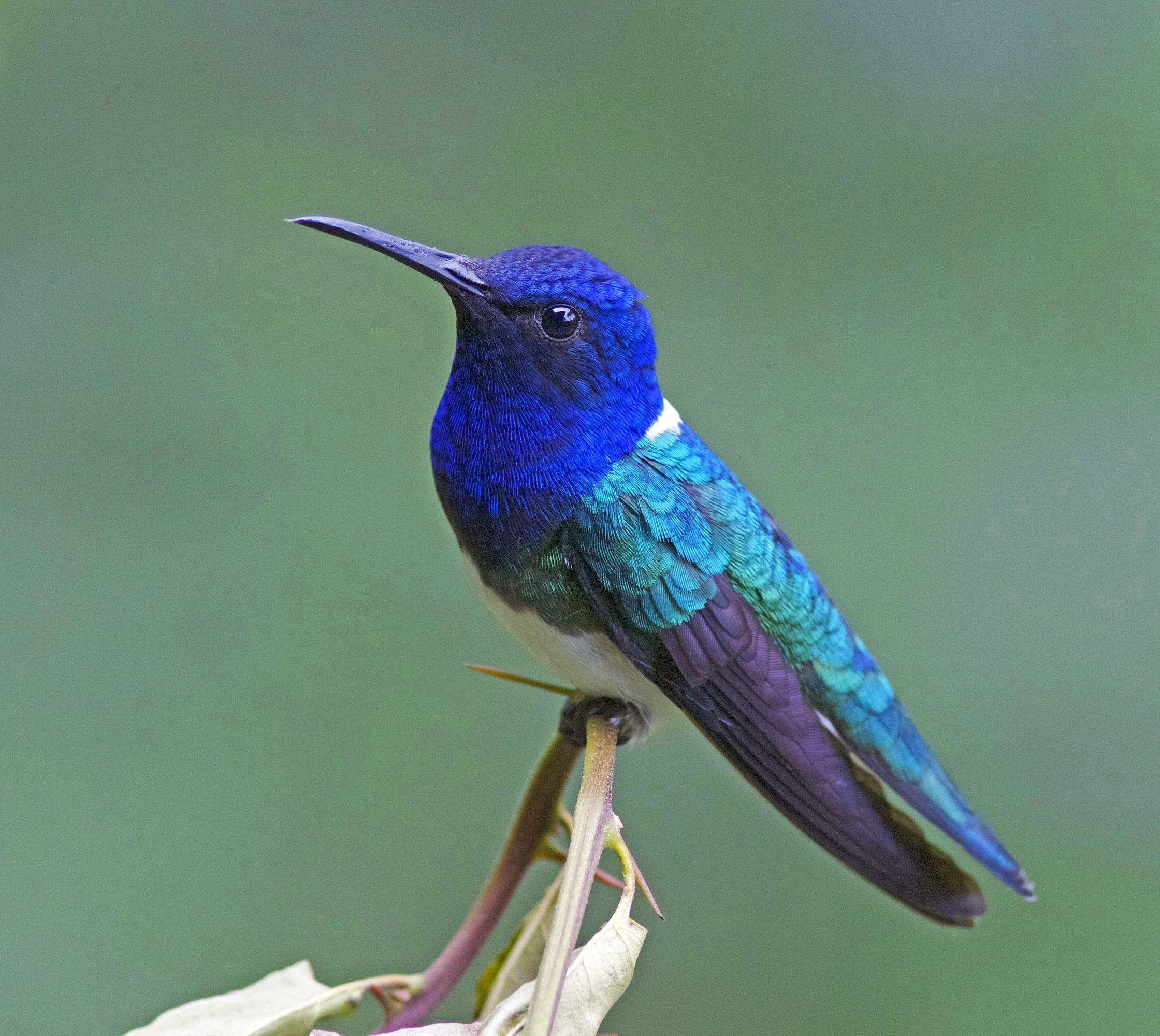
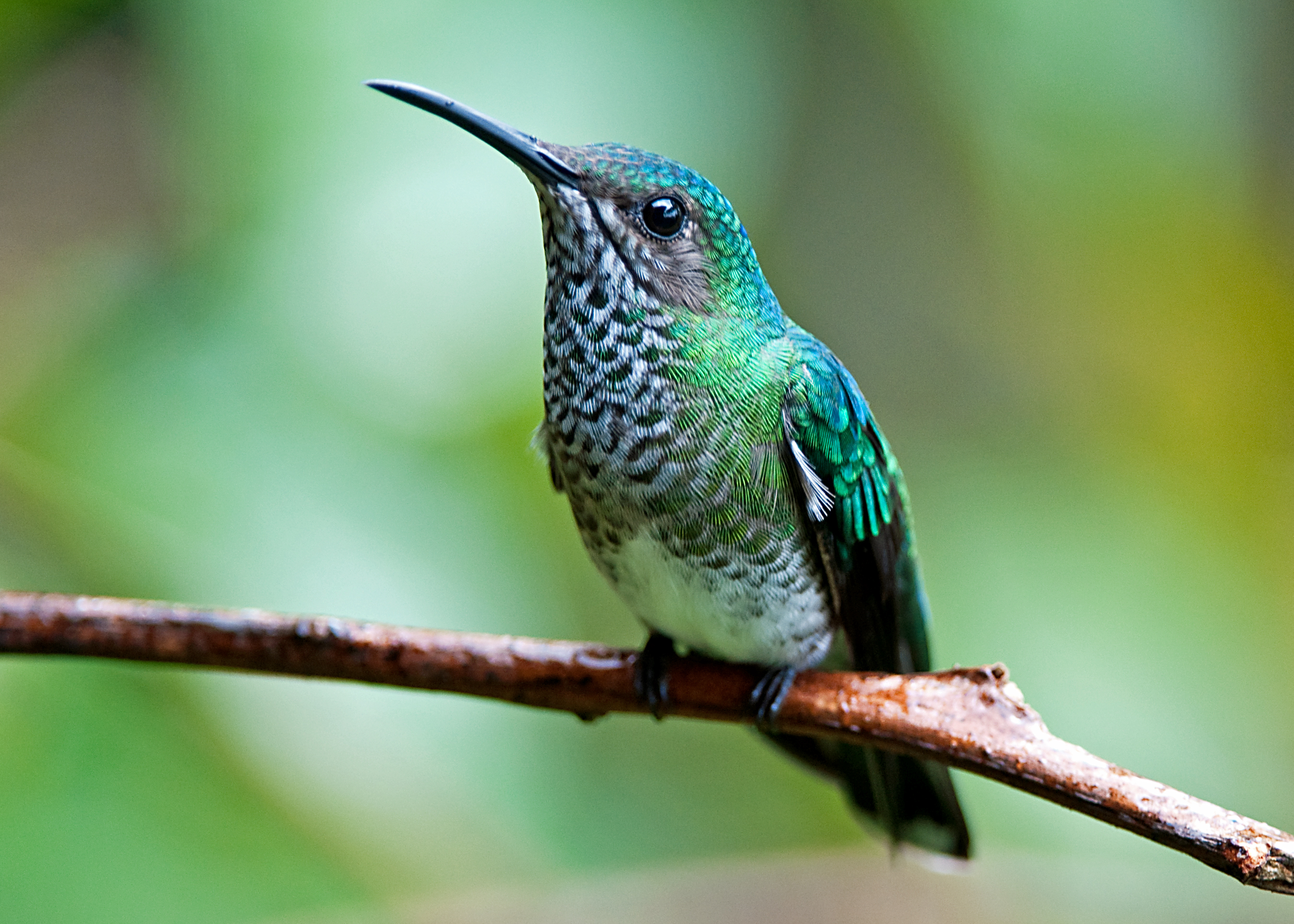